# كلود لو كلارك
كلود لو كلارك (بالفرنسية: Claude-Nicolas Leclerc )‏ (و. 1738 – 1808 م) هو سياسي، ومحامي، من فرنسا، توفي عن عمر يناهز 70 عاماً.

## مناصب
تولى منصب عضو الجمعية الوطنية الفرنسية.